# Јово Радовановић Јоваш
Јово Радовановић Јоваш (Тобут, код Лопара, 5. август 1915 — Бијељина, 5. март 2004) био је учесник Народноослободилачке борбе, мајор ЈНА и народни херој Југославије.

## Биографија
Рођен је 5. августа 1915. године у селу Тобут, код Лопара. Потиче из породице сиромашних сељака, који нису имали услова да му омогуће школовање. Уз то, Јово је врло рано остао без мајке, а у петнаестој години и без оца. Да би се прехранио, морао је да ради код имућнијих сељака.
У време капитулације Југословенске краљевске војске, априла 1941. године, Јово је одбио да преда оружје. С групом другова кренуо је кући, али су их Немци на путу похватали и одвели у логор. Јово је успео побећи из логора и вратио се кући.
На позив КПЈ на устанак, постаје један од учесника првих борбених група на Мајевици. Новембра 1941. године, као изванредно храбром и сналажљивом борцу, поверен му је задатак да се пробије кроз подручје запоседнуто од непријатеља, и да однесе пошту Главном штабу НОП одреда Босне и Херцеговине. Убрзо после извршеног задатка примљен је у чланство Комунистичке партије Југославије (КПЈ).
Почетком 1942. године, Јово постаје помоћник командира чете Вељка Лукића Курјака, у Ударном батаљону, који је постао језгро при формирању Шесте источнобосанске ударне бригаде. Посебно се истакао у бици против четника на Малешевцима, 28. новембра 1942. године. Затим у борбама на Бусији, Јелици, Цапардама, Калесији и многим другим местима, у којима је стално показивао изузетну храброст.
У борби на Калесији био је тешко рањен, али се, после делимичног излечења у партизанској болници у Шековићима, нашао поново с малом партизанском групом, на Мајевици. Кроз борбену активност, његова група убрзо прераста у батаљон, који постиже значајне успехе у разбијању локалних четничких групација.
При нападу на Тузлу, Јово је поново рањен и враћа се на Мајевицу. Ту га затиче и Седма непријатељска офанзива. После оздрављења, именован је за команданта батаљона у Седамнаестој мајевичкој бригади. Августа 1944. године добио је задатак да са својом јединицом испита тешко проходне шуме Милан-планине. На том путу дошло је до оштре борбе, у којој је пало много Немаца, али је и Јово добио тешке повреде. После битке на Пријевору, Радовановић е променио више партизанских болница. Тешке ране споро су зарастале. Дошао је у Тузлу тек кад је била коначно ослобођена. У току рата рањаван је укупно 18 пута.

### Послератни период
После завршетка рата, био је официр Југословенске народне армије (ЈНА), а затим је отишао у пензију, као тежак ратни инвалид. Демобилисан је у чину мајора ЈНА.
Умро је 5. марта 2004. године у Бијељини. Сахрањен је на Партизанском спомен-гробљу у Вукосавцима, код Лопара.

## Одликовања
Носилац је Партизанске споменице 1941. и других југословенских одликовања, међу којима су — Орден заслуга за народ са сребрним зрацима, Орден братства и јединства са сребрним венцем, Орден за храброст и Орден партизанске звезде трећег реда. Орденом народног хероја одликован је 26. јула 1945. године.